# Лассе Розенбум
Лассе Розенбум (нім. Lasse Rosenboom; нар. 19 січня 2002, Аурих, Німеччина) — німецький футболіст, захисник клубу «Гольштайн».

## Ігрова кар'єра

### Клубна
У 2017 році Лассе Розенбум приєднався до молодіжної команди бременського «Вердера», в складі якої грав у Молодіжній Бундеслізі. З 2021 по 2023 роки Розенбум грав за другий склад «Вердера» в Регіональній лізі.
Влітку 2023 року як вільний агент Розенбум перейшов до клубу Другої Бундесліги «Гольштайн», з яким підписав перший професійний контракт до червня 2026 року. У першому ж сезоні разом з клубом захисник виборов право на підвищення в класі. 31 серпня 2024 року у матчі проти «Вольфсбурга» Розенбум дебютував у Бундеслізі.

### Збірна
В період своїх виступів у юнацькій команді «Вердера», Розенбум викликався до юнацьких збірних Німеччини.